# Novéntame otra vez
Novéntame otra vez és un programa de televisió emès a través de La 1 de Televisió Espanyola des del 16 de gener de 2014.
L'espai consisteix en una retrospectiva de la història d'Espanya, entre les temporades 15a i 20a de la dècada dels vuitanta i des de l'últim episodi de la 20a temporada, de la dècada dels noranta, mitjançant documentals monogràfics sobre la música; l'art; el folklore i personatges famosos.
El programa està produït per Ganga Produccions, en col·laboració amb RTVE.

## Equip
- Producció executiva (Ganga Producciones): Miguel Ángel Bernardeau i Javier Cuadrado Carrera
- Direcció de producció: Marcos Esteban
- Direcció: Irene Arzuaga
- Producció ececutiva (RTVE): Rosa Pérez Roa
- Redacció: Javier M. Gaitero i Paloma Quintanilla
- Coordinació de documentació: Amaia Larrañaga i Jorge Rodríguez de Fonseca
- Direcció de fotografia: Lucas Chelós
- Muntatge: Raúl Espinosa
- Imatge: Lucas Chelós i Luis Miguel Pulido
- Cap de producció (RTVE): Carmen Ortiz
- Documentalista: Ruth Soria
- Ajudant de producció: Laura Mayoral
- So: Antonio Carreres
- Elèctric: Dionisio Alarcón
- Auxiliar de càmera: Adrián Roca
- Maquillatge i perruqueria: Mónica Alcocer
- Auxiliar de producció: Marta Martínez
- Coordinació de producció: Esperanza Carlón i Malena García
- Director técnico: José Luis Gómez
- Mescles: Salvador López
- Coloristes: Alejandro Ibáñez i Alberto Cayuela
- Transcripcions: Raquel Alcázar i Silvia Fernández
- Digitalitzador: Adrián García
- Informàtica: Juan Antonio Chaparro
- Direcció comercial: Clarisa Guercovich
- Administració: Chus de la Granja
- Assessoria jurídica: Pablo García
- Premsa i comunicació: Cristina Lago
- Xarxes socials: Pablo Bartolomé
- Conductors: Jorge Martín i Edu del Val

## Audiència
| Temporada | Temporada | Programes | Número de programes            | Estrena                        | Final                      | Audiència mitjana | Audiència mitjana |
| Temporada | Temporada | Programes | Número de programes            | Estrena                        | Final                      | Espectadors       | Quota de pantalla |
| --------- | --------- | --------- | ------------------------------ | ------------------------------ | -------------------------- | ----------------- | ----------------- |
|           | 1.ª       | 1 a 19    | 19                             | Dijous, 16 de gener de 2014    | Dijous, 12 de juny de 2014 | 1.367.000         | 10,0%             |
|           | 2.ª       | 20 a 38   | 19                             | Dijous, 8 de gener de 2015     | Dijous, 21 de maig de 2015 | 1.283.000         | 9,6%              |
|           | 3.ª       | 39 a 57   | 19                             | Dijous, 7 de gener de 2016     | Dijous, 19 de maig de 2016 | 1.237.000         | 10,0%             |
|           | 4.ª       | 58 a 76   | 19                             | Dijous, 12 de gener de 2017    | Dijous, 25 de maig de 2017 | 809.000           | 8,4%              |
|           | 5.ª       | 77 a 85   | 9                              | Dijous, 25 de gener de 2018    | Dijous, 22 de març de 2018 | 996.000           | 10,3%             |
| 86 a 95   | 5.ª       | 10        | Dijous, 20 de setembre de 2018 | Dijous, 29 de novembre de 2018 | 768.000                    | 8,2%              |                   |
|           | 6.ª       | 96 a 105  | 10                             | Dijous, 21 de març de 2019     | Dijous, 30 de maig de 2019 | 692.000           | 7,4%              |
| 106 a 116 | 6.ª       | 11        | Dijous, 2 de gener de 2020     | Dijous, 12 de març de 2020     |                            |                   |                   |
|           | 7.ª       | 117 a 126 | 10                             | TBA                            | TBA                        |                   |                   |
| 127 a 136 | 7.ª       | 10        | TBA                            | TBA                            |                            |                   |                   |
|           | 8.ª       | 137 a 146 | 10                             | TBA                            | TBA                        |                   |                   |
| 147 a 156 | 8.ª       | 10        | TBA                            | TBA                            |                            |                   |                   |
| Total     | Total     | Total     | 156                            | Dijous, 16 de gener de 2014    |                            |                   |                   |

- La 5a temporada conformada per 19 programes, emesos en dues parts: La primera conformada per 9 programes i emesa des del 25 de gener de 2018 al 22 de març de 2018 i la segona amb 10 programes, del 20 de setembre de 2018 al 29 de novembre de 2018. La mitjana total obtinguda, especial inclòs va ser de 876.000 (9,2%).
- La 6a temporada conformada per 21 programes es va emetre dividida en dues tandes amb 10 programes cadascuna: La primera des del 21 de març de 2019 al 30 de maig de 2019 i la segona des del 2 de gener de 2020 al 12 de març de 2020.

| N.º (serie)                    | N.º (temp.) | Títol                                               | Data d' emissiò                | Audiència         |
| ------------------------------ | ----------- | --------------------------------------------------- | ------------------------------ | ----------------- |
| 1a TEMPORADA (2014)            |             |                                                     |                                |                   |
| 1                              | 1           | «De Naranjito a la Roja»                            | Dijous, 16 de gener de 2014    | 1.714.000 (11,8%) |
| 2                              | 2           | «Mi rollo es el rock»                               | Dijous, 23 de gener de 2014    | 1.161.000 (8,0%)  |
| 3                              | 3           | «La tele se desnuda (La televisión de los ochenta)» | Dijous, 30 de gener de 2014    | 1.827.000 (12,0%) |
| 4                              | 4           | «Los niños de la EGB»                               | Dijous, 6 de febrer de 2014    | 1.468.000 (8,7%)  |
| 5                              | 5           | «Muertos de risa»                                   | Dijous, 13 de febrer de 2014   | 1.565.000 (10,3%) |
| 6                              | 6           | «Sabor de barrio»                                   | Dijous, 20 de febrer de 2014   | 1.319.000 (8,7%)  |
| 7                              | 7           | «La otra movida»                                    | Dijous, 27 de febrer de 2014   | 1.045.000 (6,7%)  |
| 8                              | 8           | «La noche del cambio»                               | Dijous, 6 de març de 2014      | 1.327.000 (8,8%)  |
| 9                              | 9           | «Soy lo prohibido»                                  | Dijous, 13 de març de 2014     | 520.000 (4,9%)    |
| 10                             | 10          | «Cuando íbamos al cine»                             | Dijous, 20 de març de 2014     | 1.116.000 (7,7%)  |
| 11                             | 11          | «La vida en rosa»                                   | Dijous, 27 de març de 2014     | 1.895.000 (13,3%) |
| 12                             | 12          | «Cuando el arte hizo pop»                           | Dijous, 3 d'abril de 2014      | 1.264.000 (8,8%)  |
| 13                             | 13          | «Los años duros»                                    | Dijous, 10 d'abril de 2014     | 1.696.000 (12,4%) |
| 14                             | 14          | «La crónica negra»                                  | Dijous, 24 d'abril de 2014     | 2.024.000 (14,8%) |
| 15                             | 15          | «Superfans»                                         | Dijous, 8 de maig de 2014      | 1.268.000 (9,7%)  |
| 16                             | 16          | «Enamorados de la moda»                             | Dijous, 22 de maig de 2014     | 1.751.000 (12,8%) |
| 17                             | 17          | «El mundo que nos conmovió»                         | Dijous, 29 de maig de 2014     | 1.683.000 (12,0%) |
| 18                             | 18          | «Cuando Madrid se movía»                            | Dijous, 5 de juny de 2014      | 1.464.000 (11,3%) |
| 19                             | 19          | «La alegría de vivir»                               | Dijous, 12 de juny de 2014     | 875.000 (7,9%)    |
| 2a TEMPORADA (2015)            |             |                                                     |                                |                   |
| 20                             | 1           | «Los años del plomo»                                | Dijous, 8 de gener de 2015     | 1.582.000 (13,2%) |
| 21                             | 2           | «Llámalo X»                                         | Dijous, 15 de gener de 2015    | 1.456.000 (12,3%) |
| 22                             | 3           | «Como yo te amo»                                    | Dijous, 22 de gener de 2015    | 1.733.000 (13,5%) |
| 23                             | 4           | «Vida de narcos»                                    | Dijous, 29 de gener de 2015    | 1.126.000 (8,9%)  |
| 24                             | 5           | «Soy gitano»                                        | Dijous, 5 de febrer de 2015    | 1.236.000 (9,5%)  |
| 25                             | 6           | «Paparazzi express»                                 | Dijous, 12 de febrer de 2015   | 1.100.000 (8,7%)  |
| 26                             | 7           | «Euro-visiones»                                     | Dijous, 19 de febrer de 2015   | 1.234.000 (10,2%) |
| 27                             | 8           | «El arte de provocar»                               | Dijous, 26 de febrer de 2015   | 909.000 (7,6%)    |
| 28                             | 9           | «La crónica negra 2»                                | Dijous, 5 de març de 2015      | 1.363.000 (9,7%)  |
| 29                             | 10          | «Vidas de copla»                                    | Dijous, 12 de març de 2015     | 1.825.000 (12,0%) |
| 30                             | 11          | «Cuando un amigo se va...»                          | Dijous, 19 de març de 2015     | 1.476.000 (9,5%)  |
| 31                             | 12          | «El olor del dinero»                                | Dijous, 26 de març de 2015     | 1.441.000 (8,9%)  |
| 32                             | 13          | «Sida, la epidemia del siglo»                       | Dijous, 9 d'abril de 2015      | 1.468.000 (9,4%)  |
| 33                             | 14          | «Aquellas ligas inolvidables»                       | Dijous, 16 d'abril de 2015     | 1.024.000 (7,2%)  |
| 34                             | 15          | «La década en un clic»                              | Dijous, 23 d'abril de 2015     | 908.000 (7,9%)    |
| 35                             | 16          | «La juventud canta y baila»                         | Dijous, 30 d'abril de 2015     | 1.269.000 (9,6%)  |
| 36                             | 17          | «Misterios y leyendas»                              | Dijous, 7 de maig de 2015      | 925.000 (5,9%)    |
| 37                             | 18          | «Flamenco revolution»                               | Dijous, 14 de maig de 2015     | 1.074.000 (7,6%)  |
| 38                             | 19          | «Imposible de olvidar»                              | Dijous, 21 de maig de 2015     | 1.237.000 (10,2%) |
| 3a TEMPORADA (2016)            |             |                                                     |                                |                   |
| 39                             | 1           | «Año nuevo, vida nueva»                             | Dijous, 7 de gener de 2016     | 1.455.000 (11,6%) |
| 40                             | 2           | «A jugar»                                           | Dijous, 14 de gener de 2016    | 1.207.000 (9,7%)  |
| 41                             | 3           | «Estrellas mediáticas»                              | Dijous, 21 de gener de 2016    | 1.631.000 (12,9%) |
| 42                             | 4           | «Somos rumberos»                                    | Dijous, 28 de gener de 2016    | 1.390.000 (11,3%) |
| 43                             | 5           | «Crónicas de un pueblo»                             | Dijous, 4 de febrer de 2016    | 1.260.000 (11,0%) |
| 44                             | 6           | «Amores de verano»                                  | Dijous, 11 de febrer de 2016   | 1.482.000 (12,1%) |
| 45                             | 7           | «Vengo a hablar de mi libro»                        | Dijous, 18 de febrer de 2016   | 1.230.000 (9,7%)  |
| 46                             | 8           | «Yo no soy esa»                                     | Dijous, 25 de febrer de 2016   | 1.220.000 (9,7%)  |
| 47                             | 9           | «¡Más música por favor!»                            | Dijous, 3 de març de 2016      | 1.203.000 (9,7%)  |
| 48                             | 10          | «Soy rebelde»                                       | Dijous, 10 de març de 2016     | 1.128.000 (9,0%)  |
| 49                             | 11          | «Factoría de cómicos»                               | Dijous, 17 de març de 2016     | 1.169.000 (9,8%)  |
| 50                             | 12          | «Más flamenco»                                      | Dijous, 31 de març de 2016     | 1.030.000 (8,0%)  |
| 51                             | 13          | «Reporteros de guerra»                              | Dijous, 7 d'abril de 2016      | 1.097.000 (8,6%)  |
| 52                             | 14          | «Iconos de España»                                  | Dijous, 14 d'abril de 2016     | 964.000 (7,6%)    |
| 53                             | 15          | «Latin power»                                       | Dijous, 21 d'abril de 2016     | 1.278.000 (10,2%) |
| 54                             | 16          | «Soy un truhan, soy un señor»                       | Dijous, 28 d'abril de 2016     | 1.212.000 (9,4%)  |
| 55                             | 17          | «¿Cómo están ustedes?»                              | Dijous, 5 de maig de 2016      | 1.405.000 (11,6%) |
| 56                             | 18          | «Italia Nostra»                                     | Dijous, 12 de maig de 2016     | 1.117.000 (9,9%)  |
| 57                             | 19          | «Pasión por la fiesta»                              | Dijous, 19 de maig de 2016     | 1.026.000 (8,4%)  |
| 4a TEMPORADA (2017)            |             |                                                     |                                |                   |
| 58                             | 1           | «Llegan los rock stars»                             | Dijous, 12 de gener de 2017    | 752.000 (7,1%)    |
| 59                             | 2           | «Irrepetibles TV»                                   | Dijous, 19 de gener de 2017    | 985.000 (8,5%)    |
| 60                             | 3           | «El amigo americano»                                | Dijous, 26 de gener de 2017    | 777.000 (7,6%)    |
| 61                             | 4           | «Rumberos para siempre»                             | Dijous, 2 de febrer de 2017    | 854.000 (8,7%)    |
| 62                             | 5           | «Captados por las sectas»                           | Dijous, 9 de febrer de 2017    | 834.000 (8,1%)    |
| 63                             | 6           | «El sueño europeo»                                  | Dijous, 16 de febrer de 2017   | 888.000 (8,6%)    |
| 64                             | 7           | «Arden las gradas»                                  | Dijous, 23 de febrer de 2017   | 833.000 (7,9%)    |
| 65                             | 8           | «¿Qué fue de los cantautores?»                      | Dijous, 2 de març de 2017      | 987.000 (10,2%)   |
| 66                             | 9           | «Benidorm, Benidorm»                                | Dijous, 9 de març de 2017      | 1.148.000 (11,9%) |
| 67                             | 10          | «La copla (también) es cosa de hombres»             | Dijous, 16 de març de 2017     | 1.013.000 (10,2%) |
| 68                             | 11          | «La libertad tenía un precio»                       | Dijous, 30 de març de 2017     | 947.000 (9,7%)    |
| 69                             | 12          | «Ibiza era una fiesta»                              | Dijous, 6 d'abril de 2017      | 989.000 (11,1%)   |
| 70                             | 13          | «Corazón Verde»                                     | Dijous, 20 d'abril de 2017     | 566.000 (6,7%)    |
| 71                             | 14          | «El arte de la publicidad»                          | Dijous, 27 d'abril de 2017     | 620.000 (6,5%)    |
| 72                             | 15          | «Vidas rotas»                                       | Dijous, 27 d'abril de 2017     | 263.000 (5,0%)    |
| 73                             | 16          | «Sangre de aventureros»                             | Dijous, 4 de maig de 2017      | 764.000 (7,8%)    |
| 74                             | 17          | «Actrices del cambio»                               | Dijous, 11 de maig de 2017     | 812.000 (8,2%)    |
| 75                             | 18          | «Bolero eterno»                                     | Dijous, 18 de maig de 2017     | 743.000 (8,0%)    |
| 76                             | 19          | «El sueño olímpico»                                 | Dijous, 25 de maig de 2017     | 606.000 (7,0%)    |
| 5a TEMPORADA (1a part – 2018)  |             |                                                     |                                |                   |
| 77                             | 1           | «Moderno ... pero cañí»                             | Dijous, 25 de gener de 2018    | 1.054.000 (11,2%) |
| 78                             | 2           | «Rebelión en las aulas»                             | Dijous, 1 de febrer de 2018    | 910.000 (10,2%)   |
| 79                             | 3           | «Typical spanish»                                   | Dijous, 8 de febrer de 2018    | 1.005.000 (10,7%) |
| 80                             | 4           | «Emigrantes de ida y vuelta»                        | Dijous, 15 de febrer de 2018   | 965.000 (9,7%)    |
| 81                             | 5           | «¿Dónde estabas el 23-F?»                           | Dijous, 22 de febrer de 2018   | 1.095.000 (10,7%) |
| 82                             | 6           | «La república de las letras»                        | Dijous, 1 de març de 2018      | 664.000 (7,1%)    |
| 83                             | 7           | «Generación Vaquilla»                               | Dijous, 8 de març de 2018      | 1.102.000 (11,7%) |
| 84                             | 8           | «Himnos de los 80 (Vol.1)»                          | Dijous, 15 de març de 2018     | 1.064.000 (10,5%) |
| 85                             | 9           | «Himnos de los 80 (Vol.2)»                          | Dijous, 22 de març de 2018     | 1.104.000 (10,9%) |
| 5a TEMPORADA (2a part – 2018)  |             |                                                     |                                |                   |
| 86                             | 10          | «Más que Bakalao»                                   | Dijous, 20 de setembre de 2018 | 581.000 (6,8%)    |
| 87                             | 11          | «Mamá, soy gay»                                     | Dijous, 27 de setembre de 2018 | 827.000 (8,5%)    |
| 88                             | 12          | «Mallorca, a joya de la corona»                     | Dijous, 4 d'octubre de 2018    | 656.000 (7,3%)    |
| 89                             | 13          | «La sombra de Dalí»                                 | Dijous, 11 d'octubre de 2018   | 796.000 (7,1%)    |
| 90                             | 14          | «¡Rompan filas!»                                    | Dijous, 18 d'octubre de 2018   | 738.000 (8,5%)    |
| 91                             | 15          | «La huella de la expo»                              | Dijous, 25 d'octubre de 2018   | 648.000 (7,1%)    |
| 92                             | 16          | «Galicia, sitio distinto»                           | Dijous, 8 de novembre de 2018  | 629.000 (6,6%)    |
| 93                             | 17          | «Hoy como ayer»                                     | Dijous, 15 de novembre de 2018 | 1.003.000 (9,7%)  |
| 94                             | 18          | «MECANO: me cuesta tanto olvidarte»                 | Dijous, 22 de novembre de 2018 | 932.000 (10,2%)   |
| 95                             | 19          | «Viaje con nosotros»                                | Dijous, 29 de novembre de 2018 | 870.000 (10,1%)   |
| 6a TEMPORADA (1a parte – 2019) |             |                                                     |                                |                   |
| 96                             | 1           | «Himnos de los 80 (Vol.3)»                          | Dijous, 21 de març de 2019     | 836.000 (9,7%)    |
| 97                             | 2           | «¡Esto es un atraco!»                               | Dijous, 28 de març de 2019     | 889.000 (9,0%)    |
| 98                             | 3           | «Las autononuestras»                                | Dijous, 4 d'abril de 2019      | 699.000 (7,3%)    |
| 99                             | 4           | «El otro lado de la verja»                          | Dijous, 11 d'abril de 2019     | 368.000 (3,9%)    |
| 100                            | 5           | «Latidoamérica»                                     | Dijous, 25 d'abril de 2019     | 583.000 (5,4%)    |
| 101                            | 6           | «La leyenda del Dioni»                              | Dijous, 2 de maig de 2019      | 785.000 (8,1%)    |
| 102                            | 7           | «¡Que canten los niños!»                            | Dijous, 9 de maig de 2019      | 629.000 (7,2%)    |
| 103                            | 8           | «Yo soy víctima de la colza»                        | Dijous, 16 de maig de 2019     | 892.000 (9,3%)    |
| 104                            | 9           | «Perdona, solo era una broma»                       | Dijous, 23 de maig de 2019     | 649.000 (7,2%)    |
| 105                            | 10          | «Locos por las bicis»                               | Dijous, 30 de maig de 2019     | 589.000 (6,5%)    |
| 6a TEMPORADA (2a part – 2019)  |             |                                                     |                                |                   |
| 106                            | 11          | «Himnos de los 80 (Vol.4)»                          | Dijous, 2 de gener de 2020     | 966.000 (9,3%)    |
| 107                            | 12          | «¿Dónde está el Nani?»                              | Dijous, 9 de gener de 2020     | 623.000 (6,7%)    |
| 108                            | 13          | «¡Me paso el día bailando!»                         | Dijous, 16 de gener de 2020    | 1.066.000 (11,2%) |
| 109                            | 14          | «El crimen de los Urquijo»                          | Dijous, 23 de gener de 2020    | 994.000 (9,9%)    |
| 110                            | 15          | «¡Ay Bilbao, cuánto has cambiáo!»                   | Dijous, 30 de gener de 2020    | 735.000 (8,1%)    |
| 111                            | 16          | «Raphael phorever»                                  | Dijous, 6 de febrer de 2020    | 814.000 (8,4%)    |
| 112                            | 17          | «Papa Tour 82»                                      | Dijous, 13 de febrer de 2020   | 765.000 (7,7%)    |
| 113                            | 18          | «Terapia de pareja»                                 | Dijous, 20 de febrer de 2020   | 851.000 (8,8%)    |
| 114                            | 19          | «Érase una vez en Almería»                          | Dijous, 27 de febrer de 2020   | Sense anunciar    |
| 115                            | 20          | Sense anunciar                                      | Dijous, 5 de març de 2020      | Sense anunciar    |

## Reconeixements
| Premio¡s Ondas     | |                    |           |
| Any                | Categoria | Programa           | Resultat  |
| 2014               | Internacional | Novéntame otra vez | Guanyador |
| 2017               | Premi Ondas Nacional de Televisió al Millor Programa d'Actualitat o Cobertura Especial                                                 | Novéntame otra vez | Guanyador |
| Premis Iris        | |                    |           |
| 2015               | Millor programa documental | Novéntame otra vez | Guanyador |
| FesTVal de Vitòria | |                    |           |
| 2015               | Premi del jurat de la crítica: Millor programa d'entreteniment: per oferir una panoràmica entretinguda i rigorosa d'una dècada crucial | Novéntame otra vez | Guanyador |